# تاكيشي شيميدزو
تاكيشي شيميدْزُ (باليابانية: 清水 武士) (مواليد 18 أغسطس 1975)، هو لاعب كرة قدم ياباني سابق كان يلعب كلاعب وسط.

## وصلات خارجية
- تاكيشي شيميدزو على موقع رابطة كرة القدم اليابانية للمحترفين (اليابانية)